# Чумікова Вероніка Геннадіївна
Вероніка Генадіївна Чумікова (рос. Вероника Геннадьевна Чумикова; нар. 4 липня 1994, село Шихазани, Канаський район, Чуваська Республіка) — російська борчиня вільного стилю, срібна призерка чемпіонату Європи, срібна та бронзова призерка Кубків світу, чемпіонка світу серед студентів. Майстер спорту з вільної боротьби.

## Життєпис
Бронзовий призер чемпіонатів Росії (2015, 2017).
Тренери — О. В. Смирнова, М. П. Бєлов.
У збірній команді Росії із 2014 року.
Живе у Чебоксарах. Виступає за Чуваську Республіку.
Випускниця факультету фізичної культури Чуваського державного педагогічного університету ім. І Я. Яковлєва.

## Спортивні результати на міжнародних змаганнях

### Виступи на Чемпіонатах світу
| Змагання                        | Збірна                              | Вагова категорія          | Місце |
| ------------------------------- | ----------------------------------- | ------------------------- | ----- |
| Чемпіонат світу з боротьби 2021 | Федерація спортивної боротьби Росії | жіноча боротьба, до 57 кг | 5     |

### Виступи на Чемпіонатах Європи
| Змагання                         | Збірна | Вагова категорія          | Місце  |
| -------------------------------- | ------ | ------------------------- | ------ |
| Чемпіонат Європи з боротьби 2021 | Росія  | жіноча боротьба, до 59 кг | Срібло |

### Виступи на Кубках світу
| Змагання                    | Збірна | Вагова категорія          | Місце  |
| --------------------------- | ------ | ------------------------- | ------ |
| Кубок світу з боротьби 2015 | Росія  | жіноча боротьба, до 55 кг | Срібло |
| Кубок світу з боротьби 2017 | Росія  | команда                   | 5      |
| Кубок світу з боротьби 2020 | Росія  | жіноча боротьба, до 57 кг | Бронза |

### Виступи на Чемпіонатах світу серед студентів
| Змагання                                        | Збірна | Вагова категорія          | Місце  |
| ----------------------------------------------- | ------ | ------------------------- | ------ |
| Чемпіонат світу з боротьби серед студентів 2016 | Росія  | жіноча боротьба, до 58 кг | Золото |

### Виступи на інших змаганнях
| Змагання                                                       | Збірна                              | Вагова категорія          | Місце  |
| -------------------------------------------------------------- | ----------------------------------- | ------------------------- | ------ |
| Гран-прі «Іван Яригін» 2014                                    | Росія                               | жіноча боротьба, до 55 кг | Бронза |
| Турнір Олександра Медведя 2014                                 | Росія                               | жіноча боротьба, до 55 кг | 9      |
| Відкритий кубок Росії з боротьби 2014                          | Росія                               | жіноча боротьба, до 55 кг | Бронза |
| Гран-прі «Іван Яригін» 2015                                    | Росія                               | жіноча боротьба, до 55 кг | 7      |
| Klippan Lady Open 2015                                         | Росія                               | жіноча боротьба, до 55 кг | Золото |
| Відкритий чемпіонат Польщі з боротьби 2015                     | Росія                               | жіноча боротьба, до 55 кг | 12     |
| Гран-прі Парижа з боротьби 2016                                | Росія                               | жіноча боротьба, до 58 кг | 5      |
| Турнір Олександра Медведя 2016                                 | Росія                               | жіноча боротьба, до 58 кг | Бронза |
| Турнір міста Сассарі з боротьби 2016                           | Росія                               | жіноча боротьба, до 58 кг | Срібло |
| Кубок Алроси 2016                                              | Росія                               | команда                   | Золото |
| Золотий Гран-прі з боротьби 2016                               | Росія                               | жіноча боротьба, до 58 кг | Бронза |
| Гран-прі «Іван Яригін» 2017                                    | Росія                               | жіноча боротьба, до 58 кг | Срібло |
| Відкритий чемпіонат Монголії з боротьби 2017                   | Росія                               | жіноча боротьба, до 58 кг | Срібло |
| Чемпіонат Росії з боротьби 2017                                | Росія                               | жіноча боротьба, до 55 кг | Бронза |
| Відкритий чемпіонат Польщі з боротьби 2017                     | Росія                               | жіноча боротьба, до 55 кг | Бронза |
| Кубок Алроси 2017                                              | Росія                               | команда                   | Золото |
| Гран-прі «Іван Яригін» 2018                                    | Росія                               | жіноча боротьба, до 59 кг | Бронза |
| Klippan Lady Open 2018                                         | Росія                               | жіноча боротьба, до 59 кг | 8      |
| Турнір Дана Колова — Николи Петрова 2018                       | Росія                               | жіноча боротьба, до 59 кг | 8      |
| Відкритий чемпіонат Монголії з боротьби 2018                   | Росія                               | жіноча боротьба, до 59 кг | Бронза |
| Відкритий чемпіонат Китаю з боротьби 2018                      | Росія                               | жіноча боротьба, до 59 кг | Срібло |
| Чемпіонат Росії з боротьби 2018                                | Росія                               | жіноча боротьба, до 59 кг | Золото |
| Чемпіонат Росії з боротьби 2019                                | Росія                               | жіноча боротьба, до 59 кг | Срібло |
| Кубок Президента Бурятської Республіки з боротьби 2019         | Росія                               | жіноча боротьба, до 57 кг | Золото |
| Гран-прі Іспанії з боротьби 2019                               | Росія                               | жіноча боротьба, до 57 кг | Золото |
| Відкритий чемпіонат Польщі з боротьби 2019                     | Росія                               | жіноча боротьба, до 57 кг | Срібло |
| Гран-прі «Іван Яригін» 2020                                    | Росія                               | жіноча боротьба, до 57 кг | Золото |
| Чемпіонат Росії з боротьби 2020                                | Росія                               | жіноча боротьба, до 57 кг | Золото |
| Відкритий чемпіонат Польщі з боротьби 2020                     | Росія                               | жіноча боротьба, до 57 кг | Золото |
| Олімпійський кваліфікаційний турнір з боротьби 2020 (Будапешт) | Росія                               | жіноча боротьба, до 57 кг | Бронза |
| Олімпійський кваліфікаційний турнір з боротьби 2020 (Софія)    | Росія                               | жіноча боротьба, до 57 кг | Золото |
| Відкритий чемпіонат Польщі з боротьби 2021                     | Росія                               | жіноча боротьба, до 57 кг | 12     |
| Турнір Олександра Медведя 2021                                 | Росія                               | жіноча боротьба, до 57 кг | Золото |
| Гран-прі «Іван Яригін» 2022                                    | Росія                               | жіноча боротьба, до 57 кг | Бронза |
| Турнір Яшара Догу 2022                                         | Федерація спортивної боротьби Росії | жіноча боротьба, до 57 кг | Бронза |

### Виступи на змаганнях молодших вікових груп
| Змагання                                      | Збірна | Вагова категорія          | Місце  |
| --------------------------------------------- | ------ | ------------------------- | ------ |
| Чемпіонат Європи з боротьби серед молоді 2015 | Росія  | жіноча боротьба, до 55 кг | 9      |
| Чемпіонат Європи з боротьби серед молоді 2016 | Росія  | жіноча боротьба, до 58 кг | Бронза |
| Чемпіонат Європи з боротьби серед молоді 2017 | Росія  | жіноча боротьба, до 58 кг | 7      |
| Чемпіонат світу з боротьби серед молоді 2017  | Росія  | жіноча боротьба, до 58 кг | 14     |